# Черкасский, Иван Борисович
Ива́н Бори́сович Черка́сский (≈1580 — 4 апреля 1642) — русский государственный деятель, в течение 20 лет глава правительства при Михаиле Федоровиче.

## Биография

### При Борисе Годунове
Иван Борисович — сын князя Бориса Камбулатовича и боярыни Марфы Никитичны, двоюродный брат и ближний боярин царя Михаила Феодоровича. Первый раз упоминается его имя под 1598 годом: на соборном определении об избрании Бориса Годунова на царство подписался и стольник князь Иван Борисович Черкасский. В 1599 году, когда по оговору дворового человека Бартенева были схвачены Романовы, их родные, друзья и знакомые, одновременно с ними был взят и князь Иван. Едва ли можно сомневаться в том, что сын князя Бориса Камбулатовича не оставался в стороне от действий, которые старобоярская партия с Романовыми во главе вела против царя Бориса: известно, что в «благодатный» дом князя Бориса Камбулатовича часто приходил Григорий Отрепьев, который от князя Ивана Борисовича «честь приобретал»; заслуживает внимания замечание летописца, что царь Борис «негодовал» за это на князя Ивана только, а не на его отца. Боярский приговор, состоявшийся в июне 1601 года, определил князю Ивану Черкасскому самую высшую меру наказания, какая только была применена в этом процессе: имение его было отписано на государя, а самого его решено было сослать в Сибирь на житьё; туда же были сосланы двое из выдающихся представителей рода Романовых — Иван Никитич и Василий Никитич. Однако пристав, везший князя Ивана Борисовича Черкасского в ссылку, получил приказание оставаться со своим узником до царского указа в Малмыже, на Вятке. 28 мая 1602 г. царь указал быть князю Ивану Черкасскому и дяде его Ивану Никитичу Романову на государевой службе в Нижнем Новгороде; пристав должен был везти князя Ивана из Малмыжа в Нижний не скованного и смотреть, чтобы он ни во время пути, ни в Нижнем ни в чём не нуждался и никакого «лиха» над собой не учинил; также должен был пристав смотреть и за тем, чтобы к князю Ивану, и к Ивану Романову, и к их людям никто не подходил, с ними не разговаривал и писем им никаких не передавал. В Нижнем Новгороде князь Черкасский должен был жить до указа, который и вышел 17 сентября 1602 года: царь Борис пожаловал князя Ивана Черкасского и Ивана Никитича Романова, велел их взять к Москве, куда князь Иван и был привезён в ноябре того же года. О дальнейшей судьбе его при царе Борисе и при первом самозванце ничего не известно.

### Смута
Царь Василий Шуйский назначил князя Ивана Черкасскаго кравчим. Князь Черкасский скоро, однако, был смещён с кравчества по неизвестной причине — по мнению С. Ф. Платонова, возможно, потому, что царь Василий имел основания бояться Романовских племянников и зятьёв. В 1608 году царю Василию Шуйскому опять понадобилась служба князя Ивана: весною этого года второй самозванец подступил к Москве; тогда царь собрал войско и разделил его на три полка, из которых один был отдан под команду князя Черкасского. Это царское войско напало в июне 1608 года на польско-литовское войско самозванца, стоявшего лагерем в Тушине; битва продолжалась целый день без решительных результатов для противников; после того московская рать две недели стояла без действия на речке Ходынке, в шести верстах от литовского лагеря; 25 июня неприятель напал на москвичей и заставил их отойти в Москву; всё лето прошло в мелких стычках, а к осени ратные люди мало-помалу стали расходиться по домам; куда отправился князь Иван Борисович и что он делал в остальное время правления царя Василия Шуйского, совершенно неизвестно. В событиях смутного времени ему пришлось играть роль, кажется, довольно видную, как это можно думать даже на основании дошедших до нас очень скудных известий. В 1610 году стольник князь Иван Борисович Черкасский приходил к гетману Жолкевскому со многими людьми бить челом от всей земли о том, чтобы был уничтожен тот особенно ненавистный дворянам и детям боярским пункт в договоре с Владиславом, который определял, что до успокоения Московского государства в приказах на порубежных городах должны были сидеть и польские и литовские люди. Кроме того, известно ещё, что в феврале 1611 года князь Иван приходил в войске князя Ивана Семеновича Куракина из Юрьевца-Подольского под Владимир, бывший тогда на стороне Владислава; здесь князь Куракин был разбит, а князь Черкасский попался владимирцам в плен.

### При Михаиле Федоровиче
Само собою разумеется, что вступление Михаила Федоровича Романова на московский престол произвело огромную перемену в судьбе князя Ивана Борисовича. Молодой царь видел в своих родственниках тех немногих верных людей, на поддержку и совет которых он мог положиться; но среди бояр очень скоро выделились трое, которые составили из себя нечто вроде постоянного совета, оказывавшего влияние на дела государственные и по возвращении из плена отца государева. Вместе с боярами Фёдором Ивановичем Шереметевым и Иваном Никитичем Романовым в числе ближайших советников находился и князь Иван Борисович. 11 июля 1613 года, перед царским венчанием, ему сказано было боярство раньше, чем князю Дмитрию Михайловичу Пожарскому, хотя подписание им в мае 1613 года грамоты об избрании Михаила Фёдоровича на царство является единственным исторически засвидетельствованным его действием в деле установления династии. Возвращение Филарета Никитича из польского плена ещё более укрепило положение князя Ивана Борисовича при дворе, так как властный отец государев не имел поводов к недовольству своим племянником и видел в нём одного из своих «приятелей». Первый случай назначения князя Ивана Борисовича на действительную службу государеву относится, однако, только к 1618 году; до того же времени он принимал деятельное участие в жизни двора и почти неотлучно находился при государе. 16 сентября 1618 года он был отправлен в Ярославль собирать ратных людей на помощь Москве, которая 20 сентября была осаждена польским королевичем Владиславом. Против отрядов, которые были посланы Владиславом из-под Троице-Сергиева монастыря для опустошения Галицких, Костромских, Ярославских, Пошехонских и Белозерских мест, князь Черкасский отправил своего товарища Бутурлина, который и побил 24 ноября польских и литовских людей в Ярославском уезде; другой его товарищ князь Тюфякин перед Рождеством 1618 года разбил неприятельские отряды в Устюжском и Белозерском уездах; в то же время князю Черкасскому удалось склонить к совместным действиям против неприятеля и казаков Ярополческой волости, причинявших до того большой вред Московскому государству. В благодарность за такие успешные действия царь два раза присылал в стан к князю Черкасскому своих стольников с жалованным словом и с золотыми; а когда в начале 1619 года князь возвратился из Ярославля в Москву, то был приглашен к государеву столу и после стола получил от государя шубу и кубок. В 1619 году князю Ивану Черкасскому и князю Даниле Мезецкому «с товарищи» велено было государем «на сильных людей во всяких обидах сыскивать и указ по сыску делать».

### Во главе правительства

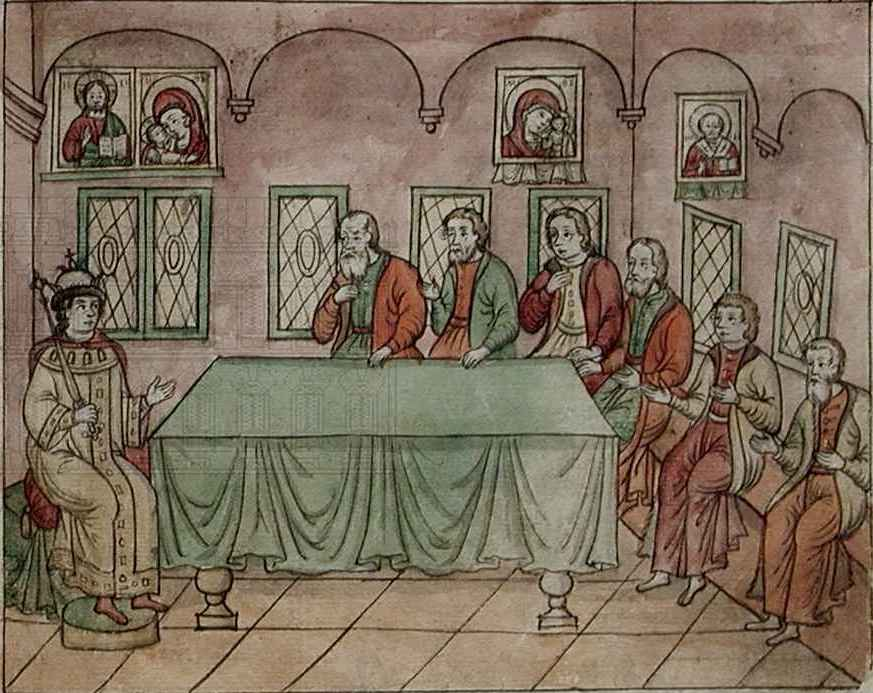
«И велел государь боярину Ивану Никитичю и тысячкому князь Ивану Борисовичю и друшкам и бояром сести в Большой лавке, а поезжаном в другой»

Осенью 1624 года и весною 1627 года в ведении князя Ивана Борисовича находился Стрелецкий приказ. По словам Котошихина, боярину, ведавшему Стрелецкий приказ, были подчинены обыкновенно также Иноземский, Рейтарский и Аптекарский приказы и Приказ Казённого Двора и Большой Казны; действительно, князь Иван Черкасский сидел на Казённом Дворе и у Большой Казны в 1628, 1630—1637, 1639—1641 гг.; в Иноземском приказе — в 1628, 1630—1635, 1637 гг.; в Аптекарском — в 1630—1633 гг.; а в Стрелецком — в 1628, 1630—1635, 1637, 1639 гг.
Эти хронологические указания источников не могут, однако, ни служить для определения того, когда началась служба князя Ивана Борисовича в каждом из названных приказов (Рейтарский приказ ещё не существовал), ни дать повод выводить из существования в них перерывов заключение о существовании таких же перерывов и в службе его. Скорее, однако, следует думать, что князь Черкасский ведал Стрелецкий приказ и приказы, соединённые с ним, начиная примерно с 1624 года и почти до самой своей смерти с единственным перерывом в 1638 году. 1 апреля 1638 года царь указал князю Ивану Борисовичу быть на своей береговой службе в Туле — ожидали большого набега татар и, чтобы устранить лишнюю причину замешательств в военных действиях, государь указал всем воеводам быть «без мест», и писать к нему должен был один князь Черкасский «с товарищи», который был поставлен в положение главнокомандующего всей рати. После 1618 года это единственный случай, когда князю Ивану была указана служба вне Москвы, и в то же время 1638 год — единственный, под которым Стрелецкий приказ показан в ведении боярина Федора Ивановича Шереметева. 17 сентября 1638 года указано было князя Ивана Борисовича с товарищи отпустить к Москве, где он немедленно опять вступил в управление и Стрелецким приказом, и приказом Казённого Двора и Большой Казны.

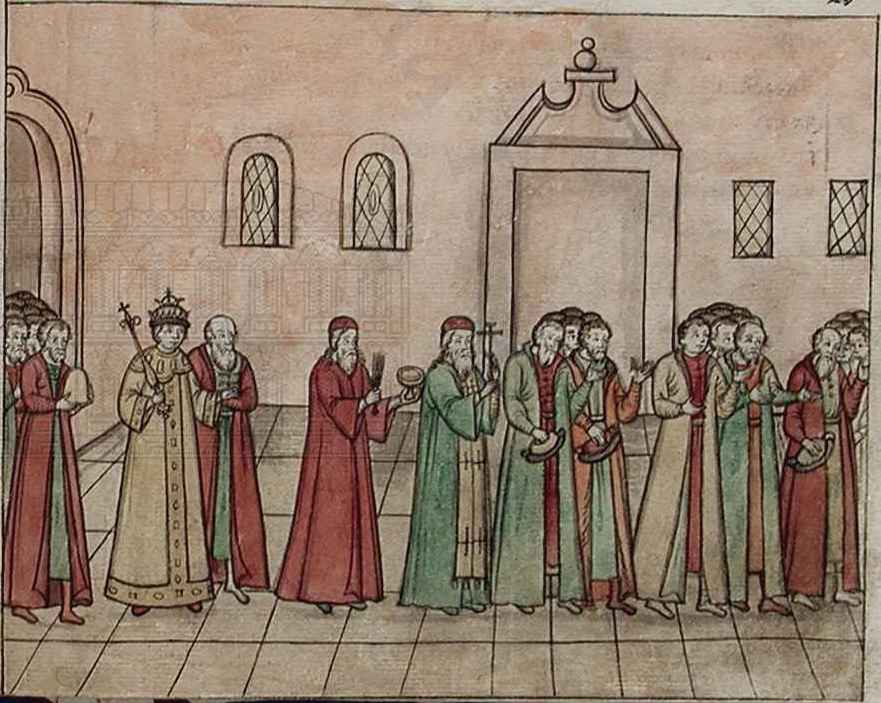
«А перед государем шли напред поезжаня, а за ними друшки, а за друшками шли пред государем бояря князь Иван Никитич Одоевской с товарыщи, да думной дьяк Иван Граматин. А государя вел под руку тысяцкой боярин князь Иван Борисович Черкаской»..

### При дворе
В сведениях о службе князя Ивана, военной и гражданской, нельзя найти положительных данных для суждения о том, насколько он был обязан своим выдающимся положением не знатности, богатству и родству с царем, а и своим личным достоинствам; точно также не видно, что помимо родственного чувства привлекало к нему государя. А положение князя Черкасского в кругу царского семейства, его значение при дворе и влияние на дела государства были действительно велики. Князь Иван Борисович принимал деятельное участие в выборе невест для царя и на обеих свадьбах царских (в 1624 и 1626 гг.) был в тысяцких. Нечего уже и говорить о том, что на торжественных обедах у царя и у патриарха по случаю больших праздников или радостных событий в царской семье или в честь иностранных послов; на торжественных царских выходах и приемах; во время «походов» царских на богомолье по монастырям — очень часто упоминается в разрядах имя князя Ивана Борисовича Черкасского. 15 февраля 1635 г. царь в присутствии послов литовского короля Владислава целовал крест на грамоте о заключении мира и при этом князь Иван принял с головы его венец. На приемах и отпусках иностранных послов князь Черкасский часто бывал с ними «в ответе», — кажется, первый раз 17 мая 1625 г. с кизилбашскими (персидскими) послами, а последний раз 4 февраля 1634 г. с турецким послом.
Несомненно, что царь очень ценил совет князя Ивана и даже едва ли считал возможным обойтись без него; по крайней мере, в 1638 году, когда князь находился на береговой службе в Туле, к нему царь прислал Проестева, привезшего из Польши ответ короля на требование московского правительства наказать польских сановников, виновных в умалении царского титула, и просил сообщить своё мнение; князь ответил, что виновные должны быть казнены смертью; и отправленные после этого в Польшу гонцы требовали казни виновных. В июне 1625 г. князь Иван Борисович вместе с другими боярами был судьей в местническом деле боярина Фёдора Ивановича Шереметева с князем Андреем Сицким. Несколько раз (в 1623, 1625, 1627 гг.) князь Иван Черкасский водил в Вербную субботу осла под патриархом Филаретом. С 8 до половины декабря 1640 года царь ездил в Вязьму и во Владимир на богомолье, и на время своего отсутствия поручил ведать Москву князю Ивану Борисовичу «с товарищи». На Москве князь был самым богатым человеком; обыкновенно, он выставлял для торжественных встреч послов 50 «даточных людей», в цветных кафтанах; очень немногие могли выставить столько же, а между тем бывали случаи, когда он выставлял и 100 человек.

## Семья
Жена (с 1622 г.): Евдокия (Авдотья) Васильевна Морозова, дочь боярина Василия Морозова. Красавица, отмеченная Олеарием
Так как князь Иван Борисович не имел детей, то после его смерти, последовавшей 4 апреля 1642 года, его огромные богатства перешли частью в род Шереметевых, частью к князьям Дмитрию Мамстрюковичу и Якову Куденетовичу Черкасским.

## Отзыв современника
В 1634 году стряпчий Иван Андреевич Бутурлин подал челобитную на имя царя, с планом реорганизации армии, в которой между прочим писал:

«Как боярин князь Иван Борисович Черкасской ведал Поместной приказ, да у боярина ж у князя Ивана Борисовича были многие приказные люди и в то время у нево в приказех все делалос добро и волокиты в приказех у боярина у князя Ивана Борисовича никаким людем не было»

## Отзыв историка
В начале 1920-х годов Сергей Владимирович Бахрушин писал:

«Среди „приятелей“ Филарета наиболее крупную фигуру представляет, несомненно, князь Иван Борисович Черкасский. Человек тактичный и умный, он пользовался одновременно расположением и патриарха, и его сварливой жены. С 1629 г. до самой смерти, последовавшей 4 апреля 1642 г., он непрерывно оставался премьером в правительстве царя Михаила, управлял Большой казной и военными Иноземским и Стрелецким приказами, одно время также и Поместным; в качестве военного министра он лично руководил в 1638 г. ремонтом южной оборонительной линии. Он же в эти годы вел внешние сношения, участвуя „в ответе“ у иностранных послов и ведя с ними как доверенное лицо государя наиболее ответственные тайные переговоры, и, наконец, ему же поручались наиболее серьёзные политические „сыскные дела“. В своих руках он, в сущности, сосредоточил все нити государственного механизма. При всем том мы не встречаем почти никаких современных отзывов о князе Черкасском как о правителе. По-видимому, это умолчание следует объяснять деловитостью князя Ивана Борисовича; он не давал повода для сплетен.»